# Cinco de mayo

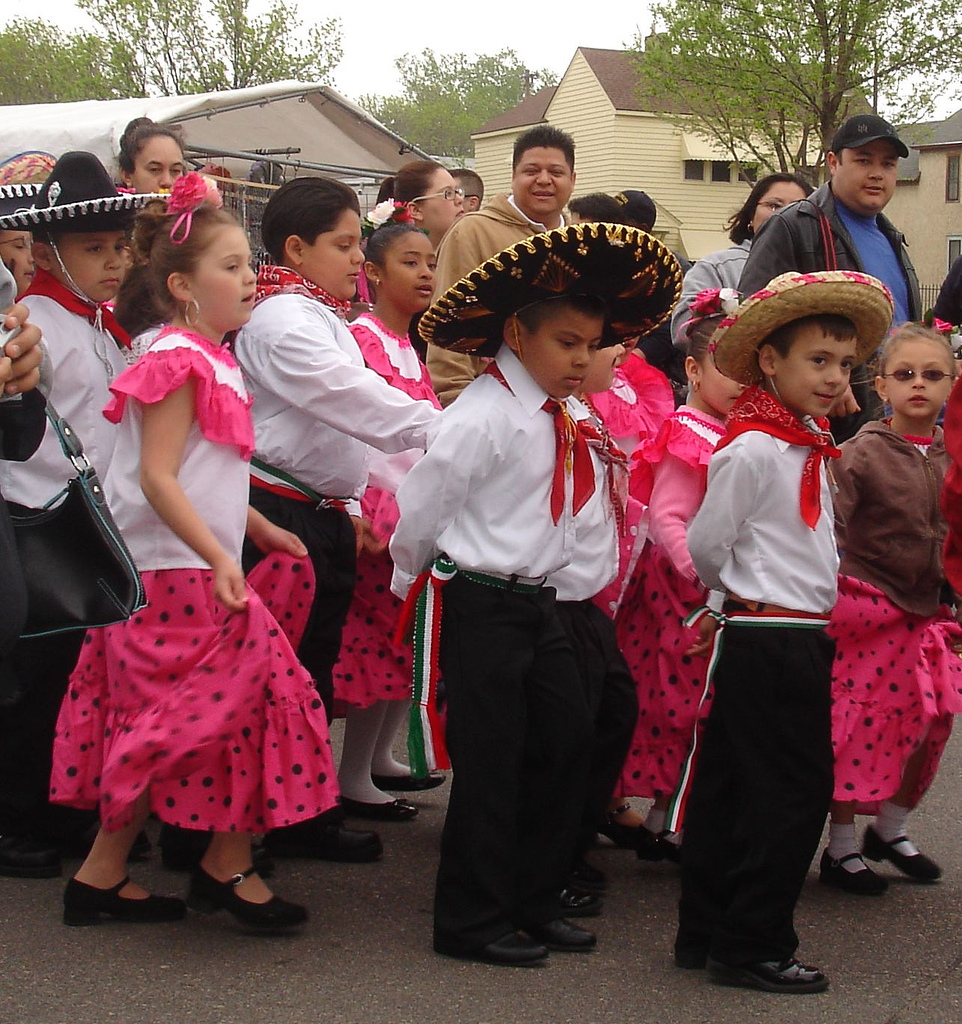
Cinco de mayo parade in Saint Paul, Minnesota

Cinco de mayo ("vijf mei") is een feestdag in Mexico en de Verenigde Staten die, zoals de naam al aangeeft, op 5 mei gevierd wordt.
Cinco de mayo herinnert aan 5 mei 1862, de dag waarop Mexico een Frans leger versloeg in de Slag bij Puebla. President Benito Juárez verklaarde vier dagen later dat 5 mei voortaan een nationale feestdag zou zijn. Cinco de Mayo wordt voornamelijk in Puebla gevierd. Door de toenemende immigratie van Mexicanen is het feest de laatste jaren ook in de Verenigde Staten populair, al verwarren veel Amerikanen Cinco de mayo met de viering van de Mexicaanse onafhankelijkheid (in werkelijkheid is dat Grito de Dolores, 16 september). In de Verenigde Staten is de feestdag vooral in Texas populair, niet alleen vanwege het grote aantal Mexicaans-Amerikanen dat daar woont, maar ook omdat de Mexicaanse generaal Ignacio Zaragoza die de Mexicaanse troepen bij Puebla naar de overwinning leidde afkomstig was uit Texas. In het Amerikaanse zuidwesten is de feestdag zelfs populairder dan in Mexico.
Eveneens op 5 mei, in 1901, werd Chan Santa Cruz, dat zich tijdens de Kastenoorlog had afgescheiden van Mexico, onder Mexicaans bestuur gebracht.